# المغاربة (عزبة)
عزبة المغاربة قرية تابعة لمركز السادات في محافظة المنوفية في جمهورية مصر العربية.